# Co słychać? i co począć?
Co słychać? i co począć? – poemat cykliczny Cypriana Kamila Norwida z 1876 wykorzystujący pozostające w rękopisie wiersze ze zbioru Vade-mecum.
Co słychać? i co począć? stanowi drugą po A Dorio ad Phrygium (1871) próbę zużytkowania przez Norwida poszczególnych utworów z cyklu Vade-mecum. Tym razem nie zostały wykorzystane jako inkrustacja nowego utworu, ale posłużyły do utworzenia zupełnie nowego utworu cyklicznego, skomponowanego podobnie jak Vade-mecum na zasadzie dialektycznej (dobór i kolejność utworów mają za zadanie zobrazowanie konkretnego wywodu). Norwid określił swój poemat jako humoreskę. Spośród sześciu ogniw, z których składa się całość, utwory I, III, IV i VI odpowiadają pozycjom LXI, LXII, LXIII i LXXXIII Vade-mecum, a pozycje II (data napisania: 1865) i V (data napisania: 1866) są prawie na pewno identyczne z pozycjami LXIV i LXVII tego samego zbioru, zagubionymi po śmierci autora. Pozycje I-IV są przy tym ostatnimi znanymi redakcjami odpowiednich wierszy Vade-mecum.